# Nyári lúd

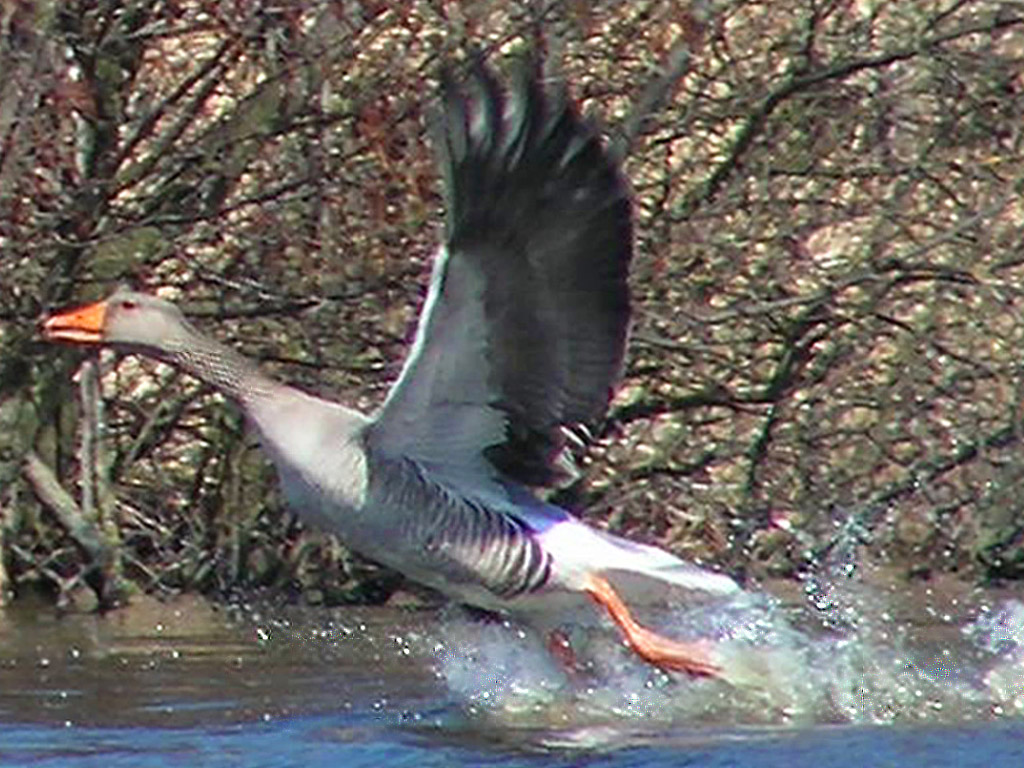
Felszállás

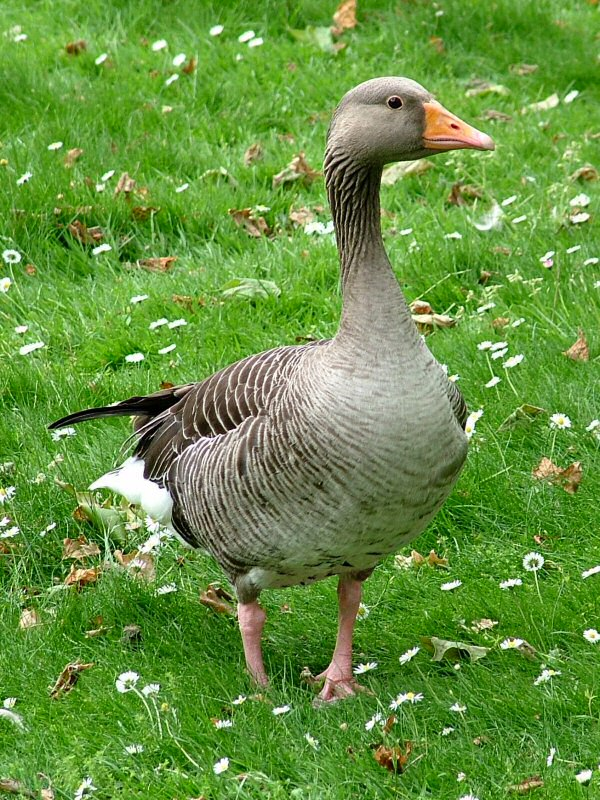

A nyári lúd (Anser anser) a madarak osztályának a lúdalakúak (Anseriformes) rendjébe, ezen belül a récefélék (Anatidae) családjába tartozó faj. Háziasított alfaja a házi lúd (Anser anser domestica).

## Előfordulása
Európában sokfelé költ, azonban elterjedési területe több, egymástól elszigetelt foltból áll, ellenben Ázsiában areája Kínáig összefüggő. A Kárpát-medencében rendszeres fészkelő. A vízparthoz közeli, nyílt élőhelyeket kedveli. Magyarországon a tavak és mocsarak nádasaiban, gyékényeseiben költ. Fontosabb fészkelőterületei a Hortobágy, a Kis-Balaton, a Velencei-tó és a Fertő tó, valamint a kiterjedtebb halastórendszerek. Fészkei környékén igényli a háborítatlanságot, ilyen helyeken akár laza telepekben is megtelepedhet.

## Alfajai
- Anser anser anser – nyugat-európai alfaj, csőre narancssárga
- Anser anser rubrirostris – kelet-európai alfaj, csőre rózsaszínű

A különféle színváltozatú házi lúd (Anser anser domestica) fajták ugyancsak a nyári lúd fajhoz tartozó kultúrformák.

## Megjelenése
A legnagyobb termetű európai vadlúd. Hossza 76–89 centiméter, szárnyfesztávolsága 150–180 centiméteres, testtömege pedig 2,5–4 kilogramm. A tojó kisebb a hímnél. Háta barnásszürke, melle sárgásszürke, gyéren és szabálytalanul feketével foltozva, a farcsík, a has- és farkalja tollai fehérek. A szárny- és farktollak feketésszürkék, száruk végig fehér. A szem világosbarna, a csőr tövén halvány húsvörös, körme viaszsárga, a láb halvány húsvörös.
Faji jellegzetessége a szárny fedőtollainak világos, majdnem fehér színe, amely leginkább röptében feltűnő. A többi nálunk előforduló fajtól jól megkülönbözteti vaskos rózsaszín csőre és ugyancsak rózsaszínű lába, ezek repülés közben is jól láthatóak. A nálunk gyakori nagy lilik és vetési lúd lába élénk okkersárga.

## Életmódja
Hínárfélékkel, nádhajtásokkal és fűfélékkel táplálkoznak. Ősszel nagy csapatokban járnak rá a kukoricatarlókra, ebben az időszakban szinte kizárólag a betakarításkor szétszóródott kukoricát fogyasztják, akár a hó alól is kikaparják. Később legelik a gabonafélék sarjadó hajtásait és a repcét, amelyre főként januárban járnak rá. Ennek ellenére ritkán okoznak kárt a veteményekben. A gyepeken minden évszakban legelnek.
Vonulásukkor nagy csapatokban járnak, azok jellegzetes 'V' alakban repülnek. Röptükben könnyen felismerhetőek jellegzetes hangjukról, amely megegyezik a háziasított forma gágogásával.
Nyár elején történik meg lohosodásuk, mely azt jelenti, hogy az evezőtollaikat egyszerre cserélik le, ilyenkor egy hónapra átmenetileg röpképtelenné válnak.
Magyarországi állománya lassan, de folyamatosan növekszik, ami a vadászati tilalommal, illetve a fészkelőhelyek hatékony védelmével magyarázható. Állományát az illegális vadászat, valamint a vörös róka rendkívül magas egyedszáma veszélyeztetheti. A szaporodóhelyeken koncentrálódó röpképtelen fiatalokat a felszaporodott rókák alaposan megtizedelik.

## Szaporodása
Növényi anyagokból készült fészkét a talajra rakja, nádasok, mocsarak közelében. A fészekalja (3)5-6(7) tojásból áll, melyen 27-28 napig költenek, a fiókák szinte azonnal elhagyják a fészket, de még 50-60 napig a szülők vezetik őket. Az utódgondozásban mindkét madár szerepet vállal. Nem ritka, hogy a nyári ludak egymás fészkébe belecsempésznek tojásokat és ugyancsak gyakran előfordul, hogy örökbefogadják más családok fiókáit. Emiatt olykor extrém nagy számú fiókát (20-30 vagy több) vezető párok is megfigyelhetőek.
|  |  |

## Vonulása
Európai elterjedési területének különálló populációi más és más úton vonulnak és eltérő helyeken telelnek. Az izlandi és skóciai állomány a Brit-szigeteken telel, a Norvégia partmenti részén, Dél-Svédországban és az Északi-tenger menti országokban költők az atlanti partok mentén vonulnak Spanyolországba és Észak-Afrikába. A dél-finn, balti, lengyel, cseh és osztrák területek populációi a Kárpát-medence érintésével érik el a mediterrán régiót, eljutnak Algériáig, Tunéziáig (Ichkeul-tó). A fekete-tenger-vidéki állomány nagyrészt helyben maradó. Enyhe teleken a kárpát-medencei állomány helyben marad. Itt gyülekeznek a csehországi halastavakon fészkelők is. A skandináv állományból csak kevés madár jut el hozzánk, viszont a lengyelországi fészkelők egyik alternatív vonulási útvonala érinti a hazai vizes élőhelyeket, elsősorban a Fertő-tavat. Kemény teleken a nálunk fészkelők Olaszországig, Spanyolországig sőt Észak-Afrikáig (Algéria, Tunézia) eljutnak.

## Védettsége
Magyarországon a 72/2012. (VII. 24.) VM rendelet (A vad védelméről, a vadgazdálkodásról, valamint a vadászatról szóló 1996. évi LV. törvény végrehajtásának szabályairól szóló 79/2004. (V. 4.) FVM rendelet 11. § (1) bekezdés b) pontjának módosítása) szerint már vadászható.